# ロヨラ・メラルコ・スパークスFC
ロヨラ・メラルコ・スパークスFC（Loyola Meralco Sparks Football Club）とは、フィリピンのケソンを本拠地とするプロサッカークラブ。
2006年にロヨラ・アギラFCとして設立され、2011年にマニラ電力（通称:メラルコ）とマヌエル・パンギリナンスポーツ財団によって取得され、現在の名称に改称した。2013年にユナイテッド・フットボールリーグカップを制覇した。ライバルはカヤFC。

## 歴史

### ロヨラ・アギラFC (2006-2011)
2006年にアテネオ・デ・マニラ大学とその高校の代表選手及び雇用者によって設立された。
2010年にユナイテッド・フットボールリーグが設立されるとその初年度からのメンバーとなり、その初年度は4位で終えた。2011シーズンはATR Kim-Engがスポンサーとなりパトリック・オザエタを主将に据えたこのクラブは5位で終えた。

### ロヨラ・メラルコ・スパークスFC (2011-)
2011年9月にはフィリップ・ヤングハズバンドとジェームズ・ヤングハズバンドの兄弟、ダレン・ハートマン、マシュー・ハートマン、マーク・ハートマンの兄弟をチームに加えた。その後突如としてマニラ電力とマヌエル・パンギリナンスポーツ財団に買収された。
同年のユナイテッド・フットボールリーグカップでは快進撃を見せたものの、フィリピン・エア・フォースFCに決勝で2-0で下された。
2012年のリーグは前半を首位で折り返したものの、後半調子を落とし結局リーグを3位で終えた。しかし、その前半の順位から、同年のシンガポール・カップに招待参加した。5月18日に行われたゲイラン・ユナイテッドFC戦では延長戦の末2-1で勝利を収めた。また、ミャンマーのカンボーザFCとも7月に対戦し、3-1と2-2で合計5-3となり勝利した。その後、準決勝でタンピネス・ローバースFCに5-0で敗北、3位決定戦のゴンバク・ユナイテッドFC戦も4-0で敗北し、4位に終わった。
12月にはリーグカップ戦でグループCを首位で通過したものの、準決勝でグローバルFCに敗北した。
2013年のフィリピンサッカー協会男子クラブ杯に参加したものの、準決勝でカヤFCに敗北した。2013年のシンガポール・カップではハリマウ・ムダBと対戦した。その後、タンジョン・パガー・ユナイテッドFCに5-4で敗北した。
リーグカップではグループEでドルフィンズ・ユナイテッドFC相手に16-0で快勝した。更にフィリピン・ネイビーFC相手にも9-0で快勝した。
2013年10月30日にはブルー・ガーズFC相手に33-0の歴史的快勝を収めた。この試合で8得点を獲得したフィリップ・ヤングハズバンドはこの大会で18得点となり、得点王に輝いた。

## 徽章
クラブの徽章はアテネオ・デ・マニラ大学の徽章の型違いである。その大学の徽章はイグナチオ・デ・ロヨラに由来している。

## スポンサー
| 年        | キット製作   | シャツ                                          |
| --------- | ------------ | ----------------------------------------------- |
| 2010–11   | 不明         | ATR-Kim Eng Securities                          |
| 2011–13   | ミズノ       | マニラ電力1 Maybank, ATR-Kim Eng, Cebu Pacific2 |
| 2013–2015 | LGR Athletic | マニラ電力1 Maybank, ATR-Kim Eng, Cebu Pacific2 |
| 2015–     | Under Armour | マニラ電力1 Maybank, ATR-Kim Eng, Cebu Pacific2 |

## 監督
| 氏名                 | 期間      |
| -------------------- | --------- |
| Kim Chul-soo         | 2011–2013 |
| Vince Santos         | 2013–2014 |
| シモン・マクメネミー | 2014–     |

## 現所属メンバー
13 January 2016現在
注：選手の国籍表記はFIFAの定めた代表資格ルールに基づく。
| No. | Pos. |                | 選手名                                 |
| --- | ---- | -------------- | -------------------------------------- |
| 2   | DF   | イングランド   | アダム・ミッター                       |
| 4   | DF   | フィリピン     | アントン・デル・ロサリオ               |
| 5   | DF   | フィリピン     | エディー・マラリ                       |
| 6   | MF   | フィリピン     | ジェイソン・デ・ヨング                 |
| 7   | MF   | フィリピン     | ジェームズ・ヤングハズバンド()         |
| 8   | MF   | フィリピン     | シモン・グレートウィッチ               |
| 9   | FW   | フィリピン     | ゲラルド・ヴァルマイヤーIII            |
| 10  | FW   | フィリピン     | フィリップ・ヤングハズバンド（副主将） |
| 11  | MF   | フィリピン     | ヨレル・アリストレナス                 |
| 12  | MF   | オーストラリア | タジ・ミニーコン                       |
| 14  | MF   | 日本           | 宮山あきら                             |
| 15  | GK   | ブラジル       | ギリェルメ・ハセガワ                   |

| No. | Pos. |            | 選手名                             |
| --- | ---- | ---------- | ---------------------------------- |
| 16  | MF   | フィリピン | アント・ゴンザレス                 |
| 17  | MF   | フィリピン | アーネル・アミタ                   |
| 19  | MF   | フィリピン | カート・ディゾン                   |
| 23  | FW   | スペイン   | アルヴァロ・カスティエラ           |
| 25  | GK   | フィリピン | ナサナエル・エース・ヴィラヌエヴァ |
| 26  | GK   | フィリピン | トマス・トリゴ                     |
| 27  | MF   | フィリピン | ジェイク・モラロ                   |
| 28  | GK   | フィリピン | リカルド・パディラ・ジュニア       |
| 33  | DF   | スペイン   | ホアキン・カニャス                 |
| 34  | MF   | フィリピン | イアン・クラリーニョ               |
| 37  | MF   | フィリピン | ダニエル・ガディア                 |
| 51  | MF   | フィリピン | コウ・イチ・ベルギラ               |

## 戦績
| シーズン | リーグ | チーム数 | 順位 | PFF NMCC | リーグ杯 | FA杯 | FAリーグ杯 | シンガポール杯 |
| -------- | ------ | -------- | ---- | -------- | -------- | ---- | ---------- | -------------- |
| 2009–10  | 1部    | 8        | 4位  | —        | —        | —    | —          | —              |
| 2010–11  | 1部    | 7        | 5位  | —        | 3位      | —    | —          | —              |
| 2011–12  | 1部    | 10       | 3位  | —        | 2位      | —    | —          | 4位            |
| 2012–13  | 1部    | 10       | 3位  | 準決勝   | 3位      | —    | —          | 準決勝         |
| 2013–14  | 1部    | 10       | 2位  | —        | 1位      | 4位  | —          | 準決勝         |
| 2014—15  | 1部    | 10       | 3位  | 1位      | 4位      | —    | 3位        | —              |

## タイトル
- フィリピンサッカー協会男子クラブ杯: 2014–15
- ユナイテッド・フットボールリーグカップ: 2013

## 歴代所属選手
- フィリップ・ヤングハズバンド 2011-
- ジェームズ・ヤングハズバンド 2011-